# Billete de mil colones costarricenses
El billete de 1000 colones es,  un billete de colón costarricense de valor bajo, usado durante los siglos XX y XXI.
Se ve caracterizado, en su anverso por el retrato del presidente Braulio Carrillo Colina junto al escudo del Estado Libre de Costa Rica y en su reverso, por una imagen del bosque tropical seco, protagonizado por árbol de guanacaste, el venado cola banca, símbolos nacionales de Costa Rica y otras especies nativas del país. Su color principal es el rojo.

## Anverso
El retrato del presidente Braulio Carrillo Colina, en color rojo, al centro, protagoniza el billete. A su derecha, sobre la línea del medio se encuentra el escudo del Estado Libre de Costa Rica. Sobre estos, se encuentra la fecha y ciudad de emisión, así como la serie C. Debajo de estos, se encuentra la leyenda "1 MIL COLONES", que describe la denominación. 
A la izquierda, en holograma verde, se encuentra un dibujo del mapa de Costa Ricadebajo del cual se encuentran las firmas del Presidente Ejecutivo y Gerente del Banco Central de Costa Rica.
En la parte derechase encuentra una ventana con holograma que incluye el escudo nacional y el retrato del presidente Carrillo.   
En las esquinas superior izquierda e inferior derecha se muestra de forma diagonalmente opuesta; en vertical; el número "1000" y la leyenda "MIL COLONES", respectivamente, lo que describe la denominación del billete. En la esquina superior derecha, de vertical en fuente blanca, se muestra la leyenda "COSTA RICA"

## Reverso
Una ilustración del bosque tropical seco, se muestra a la derecha del billete de mil colones. Esta está compuesta por los dibujos de distintas especies originarias y símbolos nacionales del país: Árbol de Guanacaste, Venado Cola Blanca, Pithaya, Alacrán. Sobre esta se encuentra la leyenda "BANCO CENTRAL DE COSTA RICA. A la derecha de la ilustración se muestra un holograma verde de una hoja. 
En la esquina superior derecha, se lee la leyenda "BOSQUE SECO". Debajo de esta, se encuentra el número de serie del billete, sobre un fondo blanco difuminado. 
En la parte  izquierda se encuentra una ventana con holograma tornasol que incluye el escudo nacional y el retrato del presidente Carrillo. 
En la parte inferior derecha se muestra, en fuente blanca, el número "1000", en horizontal y al final de este, de forma vertical, siguiendo el tamaño del número se encuentra la leyenda "COLONES", que describe la denominación.
En la esquina superior izquierda en vertical; el número "1000", que describe la denominación y justo debajo y extendiéndose hasta la esquina inferior izquierda, el número de serie del billete, sobre un fondo blanco difuminado.

## Historia
Si bien, al momento de su introducción original, en 1951, era el billete de mayor denominación de la familia de billetes de Costa Rica, debido a la rápida devaluación del colón a finales del siglo XX, se convirtió desde 1993 en el billete de menor denominación del país. 
A través de la historia el billete de 1000 colones siempre ha mantenido un color rojo característico, lo cual le ha valido que sea popularmente conocido a nivel nacional como "Un Rojo".  
En 2009, el billete de 1000 colones se convirtió en el segundo billete de la historia de Costa Rica en ser fabricado en polímero, después del billete de 20 colones serie Z. En la actualidad y desde el 2021, todos los billetes de colón costarricense están fabricados en este material. 
A pesar de encontrarse retirados, los billetes antiguos de 1000 colones mantienen su valor monetario y pueden ser intercambiados por su valor facial en la sucursal del Banco de Costa Rica conocida como "Banco Negro", aunque en la mayoría de los casos su valor en el mercado numismático es mayor. 
A través de la historia, han existido múltiples ediciones del billete de 1000 colones, emitidas con motivos y materiales diferentes:
Historia de los diseños de billetes de mil colones
|                                                                                                  |
| Anverso billete 20 colones, serie A, 1972, con el economista Julio Peña Morúa como protagonista. |

|                                                            |
| Reverso, con una imagen del Banco de Costa Rica al centro. |

|                                                                                       |
| Anverso billete 1000 colones, serie B, 1979, con Tomás Soley Güell como protagonista. |

|                                                                                |
| Reverso con una foto del edificio del Instituto Nacional de Seguros al centro. |

|                                                                                       |
| Anverso billete 1000 colones, serie C, 1987, con Tomás Soley Güell como protagonista. |

|                                                                                |
| Reverso con una foto del edificio del Instituto Nacional de Seguros al centro. |

|                                                                                       |
| Anverso billete 1000 colones, serie C, 1999, con Tomás Soley Güell como protagonista. |

|                                                                                |
| Reverso con una foto del edificio del Instituto Nacional de Seguros al centro. |

|                                                                                             |
| Anverso billete 1000 colones, serie A, 2009, con Braulio Carrillo Colina como protagonista. |

|          |
| Reverso. |

|                                                                                             |
| Anverso billete 1000 colones, serie A, 2013, con Braulio Carrillo Colina como protagonista. |

|          |
| Reverso. |

Ediciones conmemorativas

Existen 2 ediciones conmemorativas del billete de 1000 colones. Estas, se caracterizan por un sello, centrado a la derecha, con la descripción de la conmemoración.
|                                                               |
| Edición alusiva al 150 aniversario de la independencia, 1971. |

|                                                                          |
| Edición alusiva al 50 aniversario del Banco Central de Costa Rica, 1999. |